# Embalse de Naghlu
El embalse de Naghlu (en pastún: نغلو برېښناکوټ‎) se encuentra en el río Kabul, en el distrito de Surobi de la provincia de Kabul, en Afganistán, a 40 km al este de la capital, Kabul. El principal objetivo del embalse es la producción de electricidad, con una capacidad de 100 MW. Es la segunda mayor central eléctrica del país, después de la del embalse de Kajaki. Provee de electricidad a unos cien mil hogares de la provincia.

## Características
La presa de gravedad, hecha de hormigón y piedra, tiene 110 m de altura y una longitud de 280 m, con una capacidad de almacenamiento de 550 millones de m3 de agua (0,55 km3 o 550 Hm3). Situada a 1190 m de altitud, está gestionada por el Ministerio de Agua y Energía afgano, y operada por el Da Afghanistan Breshna Sherkat (DABS), una compañía creada en 2008 para gestionar servicios públicos relacionados con la energía eléctrica.
Después de una serie de averías, en 2023 fue reparada la cuarta turbina, por lo que la planta funciona al cien por cien, con cuatro turbinas de 25 MW del tipo Francis.

## Historia
La construcción de la presa de Naghlu fue financiada y supervisada por la Unión Soviética entre enero de 1960 y 1968. El primer generador fue entregado en 1967. Después del colapso en 1992 de la República Democrática de Afganistán respaldada por los soviéticos, los partidarios de Gulbuddin Hekmatyar utilizaron la central eléctrica como herramienta para privar a Kabul de electricidad. La central se averió a finales de la década de 1990 y tras la invasión de EE UU de 2001 solo funcionaban dos generadores. 
En agosto de 2006, el Ministerio de Agua y Energía de Afganistán contrató a la empresa rusa Technopromexport por 32,5 millones de dólares para rehabilitar los dos generadores averiados y sustituir los transformadores. El primero se hizo operativo en 2010 y en 2012 se cambiaron los transformadores. La operación fue finalmente financiada por el Banco Mundial, que dio 83 millones de dólares a Afganistán para acabar las reparaciones. En 2019, los cuatro generadores estaban operativos, pero hasta 2023 no acabó de funcionar bien la cuarta turbina.